# 신미화
신미화(1994년 5월 3일 ~ )은 대한민국의 여자 봅슬레이 선수이다. 포지션은 브레이크맨이다. 2014년 동계 올림픽에 한국 여자 봅슬레이 사상 첫 출전하였다.

## 출신 학교
- 거창초등학교
- 거창여자중학교
- 경남체육고등학교
- 삼육대학교 (졸업)